# Anne Nederkoorn
Anne Nederkoorn (1962 - 12 april 2024) was een Nederlandse educatief auteur, dichter en puzzelmaker. 
Ze studeerde cum laude af in de Nederlandse taal- en letterkunde aan de Universiteit van Amsterdam. Na haar afstuderen werkte ze in verschillende functies in de volwasseneneducatie en publiceerde ze educatief materiaal. Ook bracht ze dichtbundels uit. Verder ontwikkelde ze kruiswoord- en beeldpuzzels bij Puzzelsport en Studio Steenhuis.
Haar bekendste puzzel is de Tri Angel. Deze puzzel bestaat uit zeven verschillende puzzelstukken, waarmee oneindig veel figuren gemaakt kunnen worden.